# Sint-Theresiakerk (As)

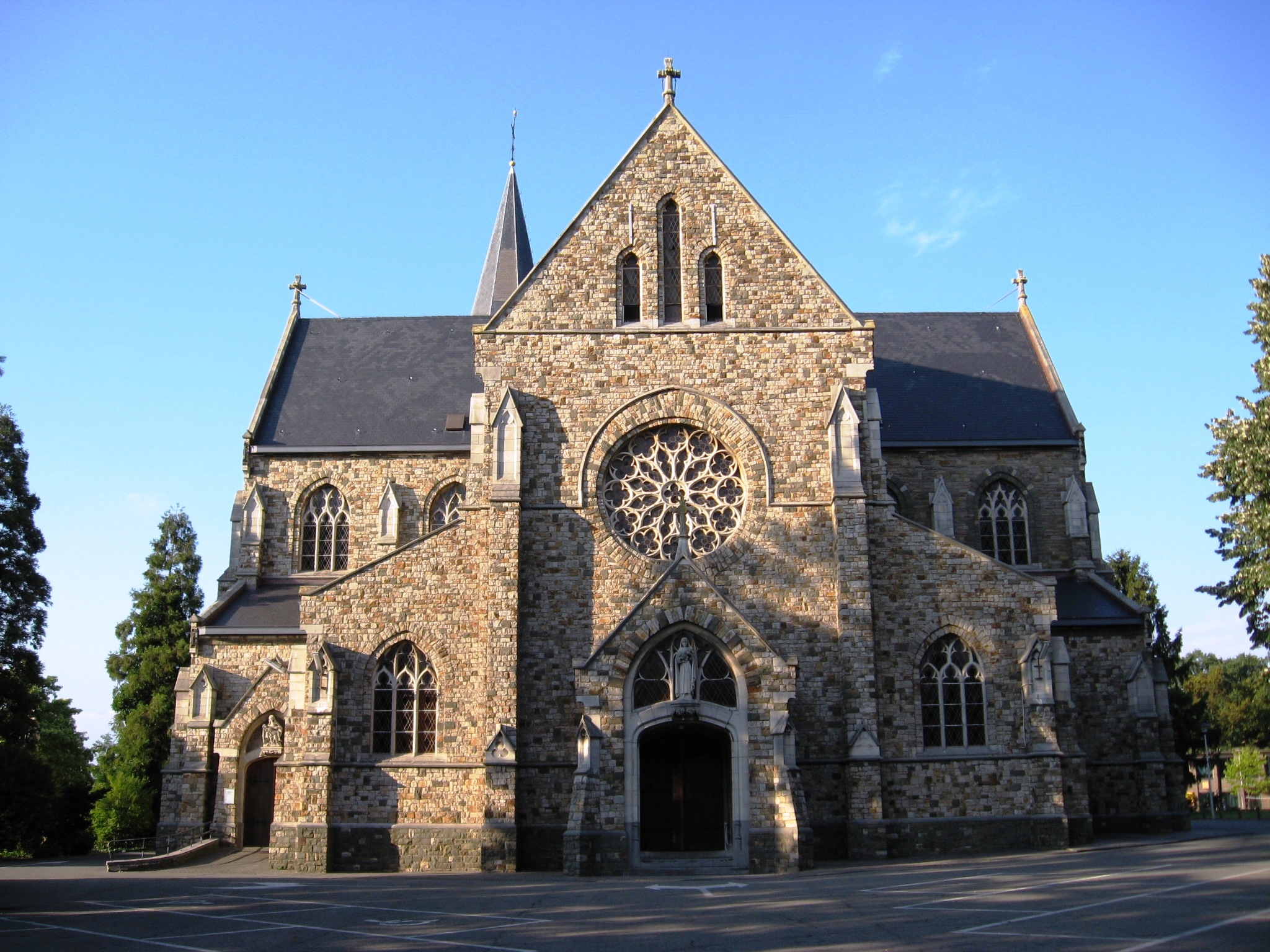
Sint-Theresiakerk

De Sint-Theresiakerk is de parochiekerk van As, gelegen aan het Kerkplein.
Deze neogotische kerk, met een Grieks kruis als grondvorm, is een ontwerp van de Hasseltse architect Joseph Deré. Zij werd op 13 januari 1932 in gebruik genomen, ter vervanging van de Sint-Aldegondiskerk, die te klein was geworden. De Sint-Theresiakerk werd iets ten zuiden ervan gebouwd op een perceel dat 'Het oorlogsveld' werd genoemd. Na de inzegening van de nieuwe kerk werd het plein prompt omgedoopt tot 'Kerkplein'.
De kerk is gebouwd uit breuksteen (Weisserstein en Gileppezandsteen). De beide, verschillend gekleurde, natuursteensoorten vormen een geometrisch patroon. De toren werd aangebouwd tussen het koor en de noordelijke transeptarm. De totale bouwkosten bedroegen ruim 2,6 miljoen frank (67.000 euro), liefst 1 miljoen frank meer dan het oorspronkelijke bestek.
Het neogotisch meubilair stamt voor het merendeel uit de tijd van de bouwperiode. De altaren, biechtstoelen en preekstoel zijn vervaardigd van Franse witsteen en zijn versierd met afbeeldingen in mozaïek. Het hoofdaltaar toont een mozaïekretabel met taferelen uit het leven van Theresia van Lisieux. De monochrome muurschilderingen met scènes uit het Oude en Nieuwe Testament en de 14 Staties van de Kruisweg zijn van de hand van Albert Huppen. De in As geboren kunstschilder Karel Theunissen vervaardigde in 1933 drie schilderijen voor de kerk: De terugkeer van de verloren zoon, Het Doopsel van Christus in de Jordaan en Maria-Magdalena onder het Kruis.
Het kalkstenen doopvont (begin 16e eeuw) en het 17e-eeuwse beeld Jezus aan het kruis komen uit de oude Sint-Aldegondiskerk.

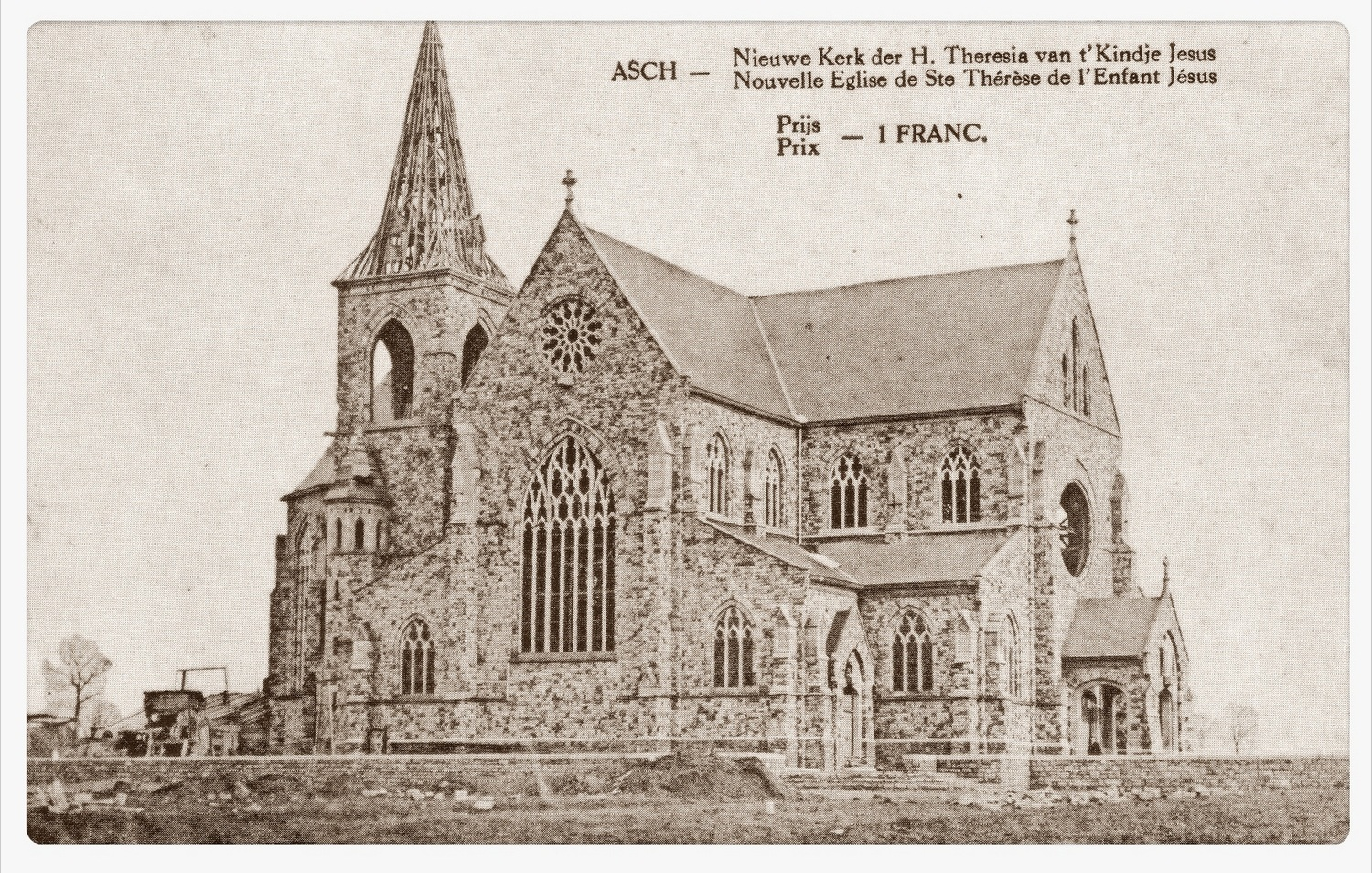
Sint-Theresiakerk tijdens de bouw in 1931 (oude prentkaart)
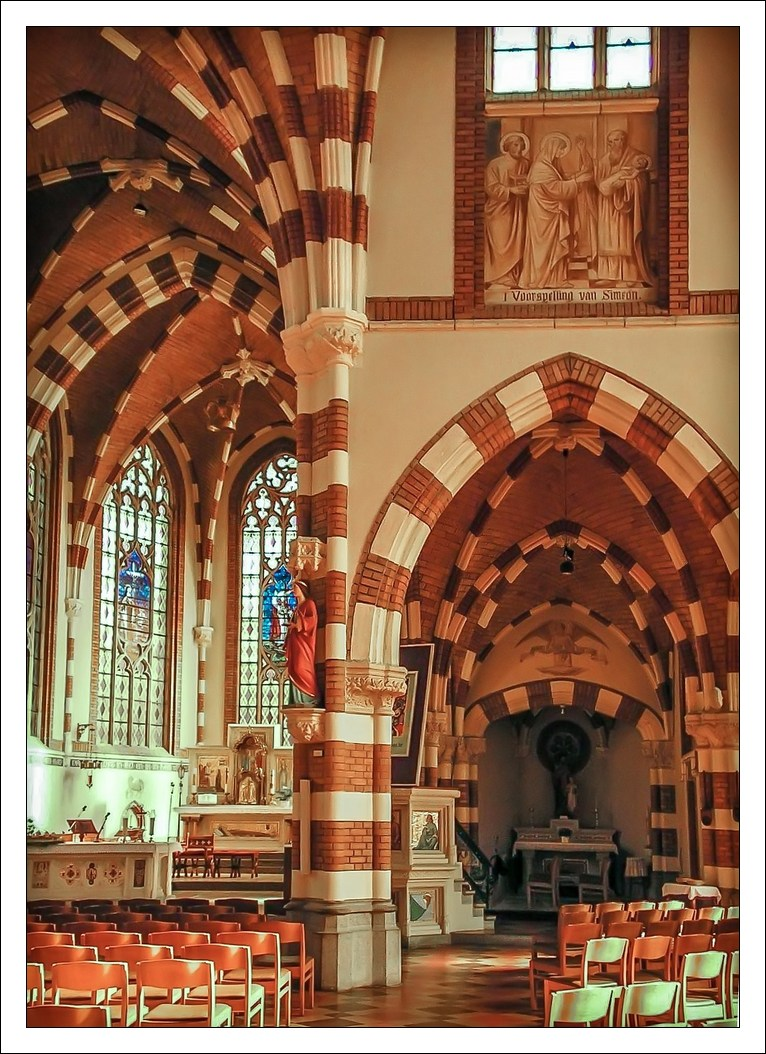
Interieur
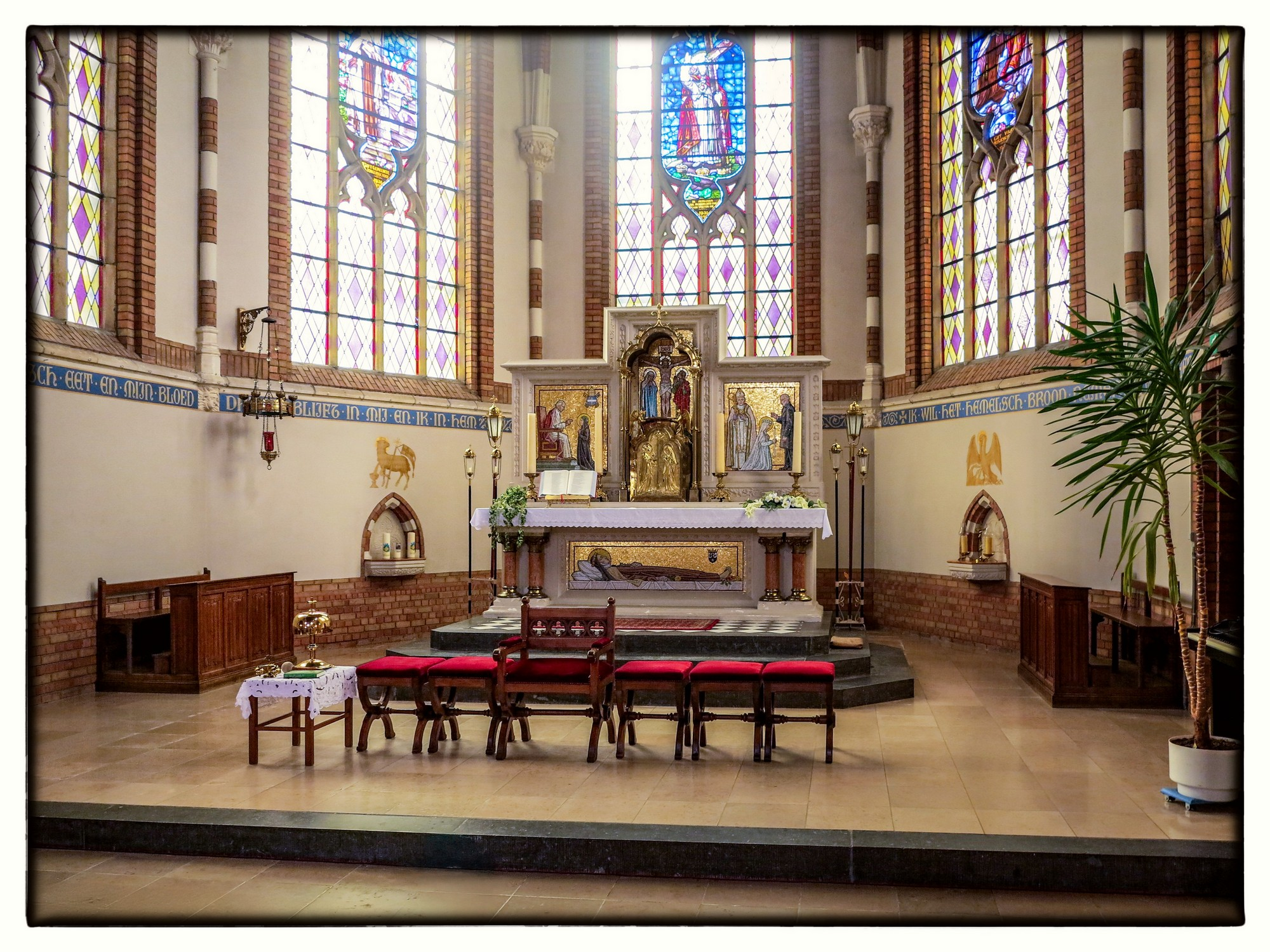
Hoofdaltaar met scenes uit het leven van de heilige Theresia van Lisieux
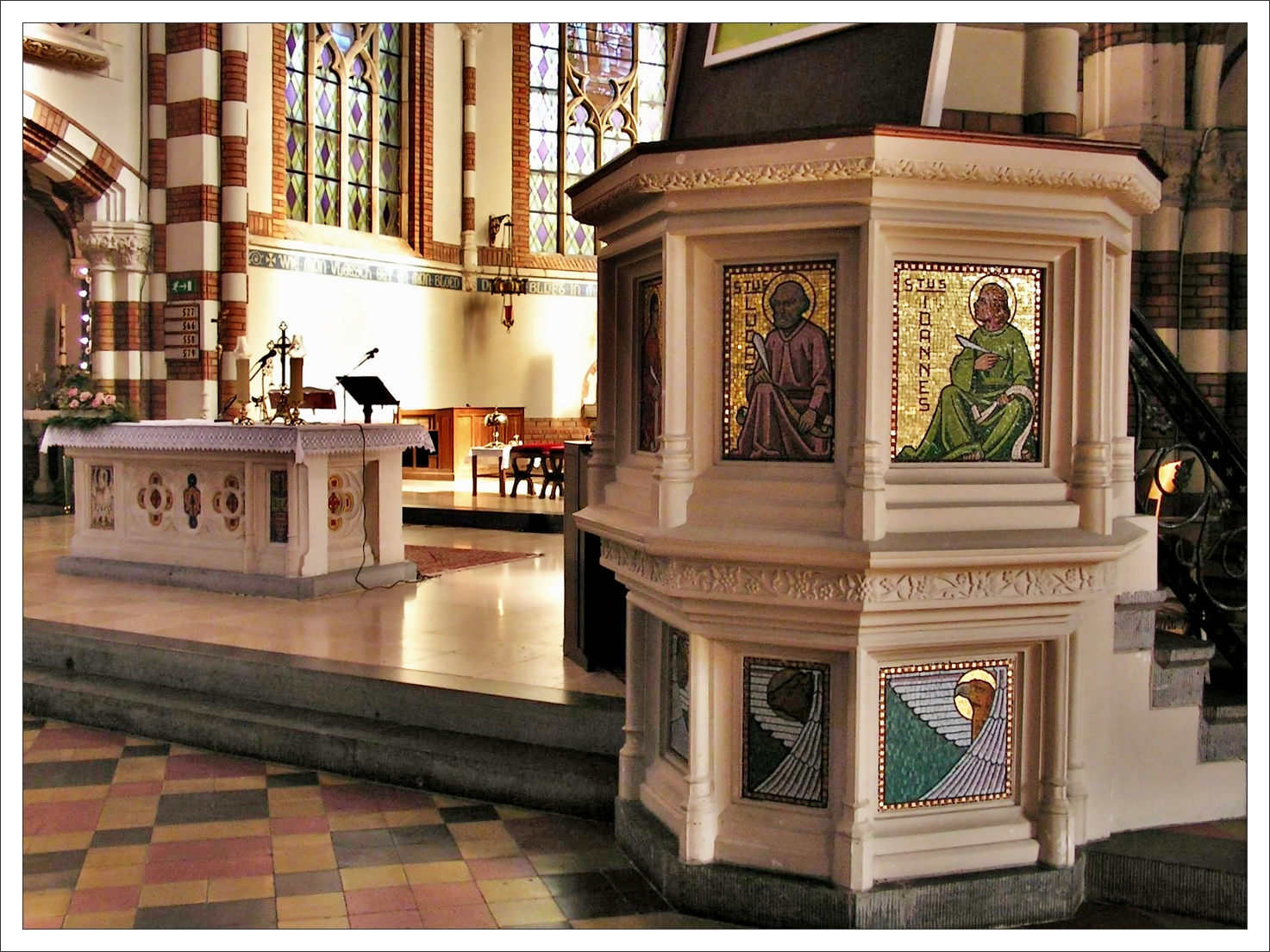
Interieur: Preekstoel met mozaïekvoorstellingen van de vier evangelisten en hun symbolen
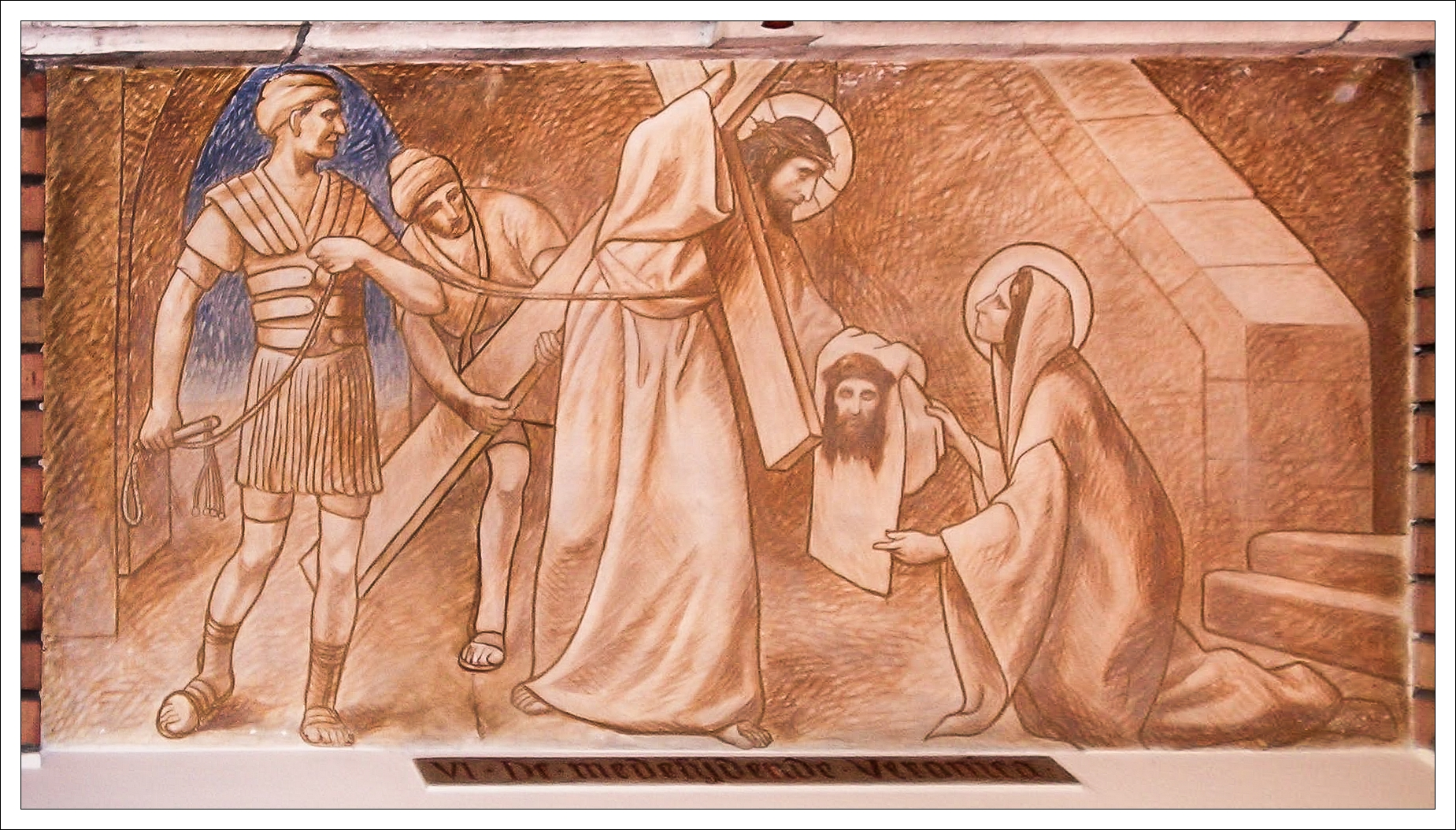
Zesde Statie van de Kruisweg, door Albert Huppen